# René Corbet
René Corbet (* 25. Juni 1973 in Victoriaville, Québec) ist ein ehemaliger kanadischer Eishockeyspieler, der während seiner Karriere unter anderem für die Colorado Avalanche, Calgary Flames und Pittsburgh Penguins in der National Hockey League sowie die Adler Mannheim in der Deutschen Eishockey Liga gespielt hat.

## Karriere
Der 1,83 m Flügelstürmer spielte in seiner Juniorenzeit bei den Voltigeurs de Drummondville in der kanadischen Profi-Nachwuchsliga Québec Major Junior Hockey League und wurde schließlich beim NHL Entry Draft 1991 in der zweiten Runde als 24. von den Québec Nordiques ausgewählt.

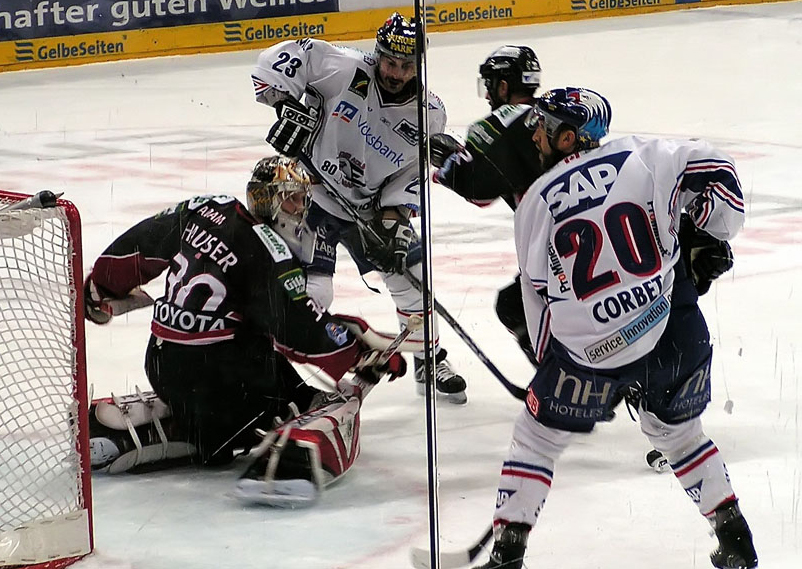
Corbet im Trikot der Adler Mannheim

Corbet war in den 1990er Jahren Stammspieler in der National Hockey League, unter anderem bei den Colorado Avalanche, mit denen er 1996 den Stanley Cup gewann, sowie bei den Pittsburgh Penguins. 2001 wechselte der Kanadier zu den Adler Mannheim in die Deutsche Eishockey Liga, wo er wegen seines Einsatzes auf dem Eis schnell zum Publikumsliebling aufstieg. Jedoch plagten den Angreifer vermehrt Verletzungen, die dazu führten, dass die Mannschaft lange Zeit auf ihn verzichten musste. Im Finale um den Deutschen Eishockey-Pokal 2003 erzielte Corbet vor 11.000 Zuschauern in der Kölnarena ein Tor und gewann seinen ersten Titel mit den Mannheimern. Ab der Saison 2006/07 war der Linksschütze Kapitän der Adler und gewann in seinem 250. Spiel für die Adler in der mit 13.600 Zuschauern ausverkauften SAP Arena erneut gegen die Kölner Haie den DEB-Pokal. Kurze Zeit später wurde Corbet mit dem Team zudem Deutscher Meister. Nach der Saison 2008/09 gaben die Adler den Abschied Corbets aus Mannheim bekannt, wo Corbets Rückennummer 20 daraufhin „gesperrt“ wurde, das heißt in Zukunft nicht mehr vergeben wird. Am 4. Oktober 2011 trug Corbet bei seinem Abschiedsspiel in der SAP Arena beim Spiel gegen die Buffalo Sabres im ersten Drittel erneut das Trikot der Adler, ehe sein Trikot unter das Hallendach gehängt wurde.
Von Oktober 2009 bis zur Bekanntgabe seines Karriereendes im Jahr 2011 stand Corbet beim norwegischen Erstligisten Frisk Tigers unter Vertrag.

## Erfolge und Auszeichnungen
| - 1991 LHJMQ All-Rookie Team - 1991 Trophée Michel Bergeron - 1993 LHJMQ-Offensivspieler des Jahres - 1993 LHJMQ First All-Star Team - 1993 CHL First All-Star Team - 1993 Trophée Jean Béliveau - 1994 Dudley „Red“ Garrett Memorial Award | - 1996 Stanley-Cup-Gewinn mit der Colorado Avalanche - 2003 Deutscher Pokalsieger mit den Adler Mannheim - 2004 Teilnahme am DEL All-Star Game - 2007 Teilnahme am DEL All-Star Game - 2007 Deutscher Meister mit den Adler Mannheim - 2007 Deutscher Pokalsieger mit den Adler Mannheim |

## Karrierestatistik
(Legende zur Spielerstatistik: Sp oder GP = absolvierte Spiele; T oder G = erzielte Tore; V oder A = erzielte Assists; Pkt oder Pts = erzielte Scorerpunkte; SM oder PIM = erhaltene Strafminuten; +/− = Plus/Minus-Bilanz; PP = erzielte Überzahltore; SH = erzielte Unterzahltore; GW = erzielte Siegtore; 1 Play-downs/Relegation; Kursiv: Statistik nicht vollständig)